# Leopold Gmelin
Leopold Gmelin (n. 2 august 1788, Göttingen; d. 13 aprilie 1853, Heidelberg) a fost un chimist german, fiul renumitului savant Johann Friedrich Gmelin (1748-1804), naturalist și chimist. 
Leopold Gmelin studiază medicina și chimia la Göttingen, Tübingen și la Viena. În 1813 devine profesor-asistent de chimie la Heidelberg, în 1814 profesor-extraordinar și în 1817 profesor-ordinar de chimie și de medicină.
Descoperă fericianura de potasiu (1822) și scrie Handbuch der anorganischen Chemie (prima ediție : 1817-1819, a patra ediție 1843-1855), o carte de referință la acea vreme. Iese la pensie în 1852 și moare în Heidelberg la 64 de ani.